# فلاديمير أيلين (لاعب كرة قدم روسي)
فلاديمير أيلين (الروسية: Владимир Дмитриевич Ильин) (20 مايو 1992 في روسيا - ) هو لاعب كرة قدم روسي في مركز الهجوم. لعب مع نادي أورال يكاترينبورغ ونادي دينامو سانت بطرسبرغ ‏ ونادي توسنو وFC Kaluga ‏ وFC Piter Saint Petersburg ‏ وFC Khimik Dzerzhinsk ‏.

## وصلات خارجية
- فلاديمير أيلين (لاعب كرة قدم روسي) على موقع Soccerway.com (الإنجليزية)
- فلاديمير أيلين (لاعب كرة قدم روسي) على موقع عالم كرة القدم.نت (الإنجليزية)